# Michael Lang (productor)
Michael Scott Lang (11 de desembre de 1944 - 8 de gener de 2022) va ser un promotor de concerts, productor i gestor artístic nord-americà que va ser més conegut com a cocreador del Woodstock Music & Art Festival el 1969. Lang va servir com a organitzador de l'esdeveniment, així com l'organitzador dels seus esdeveniments següents, Woodstock '94 i el desafortunat Woodstock '99. Més tard es va convertir en productor de discos, pel·lícules i altres concerts, així com gestor d'artistes escènics, autor aclamat per la crítica i escultor.

## Primers anys de vida
Lang va néixer a Brooklyn en una família jueva-americana.
El 1967, Lang va abandonar la Universitat de Nova York i es va traslladar a Coconut Grove, Florida, per obrir una botiga de parafernàlia pel consum de cànnabis. El 1968, després de promoure una sèrie de concerts a l'àrea de Miami, Lang (amb Marshall Brevetz) va produir el 1968 Pop &amp; Underground Festival. Va atreure aproximadament 25.000 persones el primer dia (el 18 de maig) i va comptar amb Jimi Hendrix, Frank Zappa, John Lee Hooker, Arthur Brown i Blue Cheer. A la tarda del segon dia (19 de maig) va començar a ploure i l'acte va acabar d'hora. 

## Carrera

### Festivals de Woodstock 1969, 1994, 1999, 2019
Després de traslladar-se a Woodstock, Nova York, i conèixer Artie Kornfeld, els dos van desenvolupar el concepte d'un gran esdeveniment del festival per celebrar els moviments socials dels anys 60 i van planejar obrir un estudi de gravació a la ciutat de Woodstock. Amb Kornfeld i els seus socis John P. Roberts i Joel Rosenman, Lang va iniciar la planificació del festival de Woodstock, que es va celebrar a la granja de Max Yasgur a Bethel, Nova York, del 15 al 18 d'agost de 1969.
Michael Lang va aparèixer en moltes escenes del documental de 1970, Woodstock: 3 Days of Peace & Music.
Lang també va produir Woodstock '94 amb els socis Roberts, Rosenman i el coproductor John Scher, i Woodstock '99 amb John Scher i Ossie Kilkenny. En contrast amb els festivals anteriors de Woodstock que Lang va organitzar, Woodstock '99 va resultar més caòtic i violent.
El maig de 2014, Lang va revelar els plans per a un possible cinquantè aniversari del primer concert de Woodstock que se celebraria el 2019 i que estava explorant diversos llocs.
El 9 de gener de 2019, Lang va anunciar que el festival oficial de Woodstock 50 tindria lloc del 16 al 18 d'agost de 2019 a Watkins Glen, Nova York. Tanmateix, l'esdeveniment es va cancel·lar després d'afrontar molts problemes logístics, problemes de suport financer i tres canvis de lloc.
El setembre de 2021, uns tres mesos abans de la seva mort, Lang va ser entrevistat per a un documental de Netflix de tres parts anomenat Trainwreck: Woodstock '99, que detallava com el festival del mateix nom es va convertir en una catàstrofe.

### Concert gratuït d'Altamont
Lang no estava entre els productors del Concert gratuït d'Altamont del 6 de desembre de 1969 que alguns havien anunciat com un "Woodstock West". No obstant això, els Rolling Stones i Grateful Dead li van demanar a Lang que l'ajudés amb la reubicació de l'últim moment, des de Sears Point Raceway fins a Altamont Speedway, prop de Tracy, Califòrnia.
Inicialment, el concert estava previst per al Golden Gate Park i comptaria amb els Rolling Stones, els Grateful Dead, Santana, Jefferson Airplane, The Flying Burrito Brothers i Crosby, Stills, Nash & Young. La ciutat de San Francisco va revocar els permisos per al recinte Golden Gate, aparentment a causa d'un partit de futbol dels San Francisco 49ers a l'estadi Kezar, situat al parc en la data prevista. Posteriorment, el concert es va traslladar a Sears Point Raceway. Tanmateix, una disputa sobre els drets de les pel·lícules va provocar la seva cancel·lació. A Lang i al gerent de Grateful Dead, Rock Scully, el propietari Dick Carter els va oferir l'Altamont Speedway, un rival de Sears Point Raceway. Després de preparar el lloc per al concert, va aparèixer Lang, amb la seva experiència en moure el festival de Woodstock, molt més gran. El lloc es va traslladar el 4 de desembre a l'hipòdrom i el concert va començar el 6 de desembre.
El canvi de local va crear grans problemes tècnics, entre els quals un escenari construït massa baix i a prop dels aficionats. Els Hells Angels van ser contractats llavors per a la seguretat de l'escenari, la qual cosa va provocar nombroses baralles amb els assistents al concert, així com un altercat a l'escenari amb membres de Jefferson Airplane, en què el cantant Marty Balin va ser colpejat i va quedar inconscient. La membre del públic Meredith Hunter va ser apunyalada i assassinada quan va precipitar-se a l'escenari amb una pistola mentre actuaven els Rolling Stones. Aquests incidents van ser capturats en pel·lícula i apareixen a la pel·lícula documental dels germans Maysles Gimme Shelter. També hi va haver tres morts accidentals entre la multitud de 300.000 persones.
Lang surt a la pel·lícula, i hi apareix per última vegada a l'escenari, marxant durant la baralla a l'escenari entre els Hells Angels i Jefferson Airplane.

### Just Sunshine Records
Lang era propietari i operava de Just Sunshine Records, que va produir i publicar més de 40 àlbums d'artistes musicals tan diversos com Karen Dalton, Betty Davis i Mississippi Fred McDowell. Lang també va gestionar diversos artistes internacionals d'èxit, com Joe Cocker, Rickie Lee Jones, Willy DeVille, Tarkan i els artistes espanyols El Ultimo de la Fila. El segell va ser actiu i distribuït pel Famous Music Group de Gulf &amp; Western des de 1971 fins a 1974.

### Joe Cocker
Poc després de The Woodstock Music And Arts Fair el 1969, Lang va començar a dirigir Joe Cocker, que va aparèixer al concert original de Woodstock. La seva relació professional va continuar durant més de vint anys. Lang va fer una aparició al vídeo musical "You Can Leave Your Hat On" de Cocker com a intèrpret de fliscorn.

### Anys posteriors
Lang va ser productor associat de la pel·lícula Bottle Rocket de Wes Anderson de 1996.
La Michael Lang Organization (MLO) inclouria la producció d'esdeveniments en directe, la producció de pel·lícules i la gestió d'artistes. Els projectes van incloure un esdeveniment del cinquantè aniversari per al Lincoln Center amb la companyia de teatre francesa Royal de luxe, un esdeveniment del cinquantè aniversari de Woodstock previst per a l'estiu de 2019 que finalment es va cancel·lar, una versió cinematogràfica de la novel·la clàssica de culte El mestre i Margarita i projectes teatrals a Turquia i Corea del Sud. A més, amb els seus socis a Woodstock Ventures, Lang estava desenvolupant projectes futurs que incloïen un musical de Broadway basat en el musical Woodstock i una marca d'estil de vida de Woodstock.
MLO va treballar amb els següents artistes: Outkast, Prince, Missy Elliott, Snoop Dogg, Steely Dan, The Fugees, Wyclef Jean, Tarkan, Shakira, Madonna, Norah Jones, Marc Anthony, Twista, Dave Matthews, Bruce Springsteen, Alicia Keys, Kid Rock, Red Hot Chili Peppers, Christina Aguilera, Linkin Park, Avril Lavigne i Joe Cocker.
El 2009, Woodstock Ventures (Michael Lang, Joel Rosenman i la finca de John Roberts) van formar una empresa conjunta amb Sony Music Entertainment i van llançar un nou woodstock.com. El lloc celebra la història del Festival de Woodstock original.
A la pel·lícula d'⁣Ang Lee del 2009 Taking Woodstock, Michael Lang és interpretat per l'actor Jonathan Groff.
El 2009, Lang va ser coautor amb Holly George-Warren de l'aclamat best-seller del New York Times The Road to Woodstock.

## Vida personal i mort
Lang també era escultor. Va tenir cinc fills. La seva primera dona, la vocalista Ann Lang, va fer una gira com a cantant de suport amb Joe Cocker i Leon Russell de 1978 a 1982. En el moment de la seva mort, estava casat amb Tamara Pajic.
Lang va morir d'⁣un limfoma no Hodgkin al Memorial Sloan Kettering Cancer Center de la ciutat de Nova York el 8 de gener de 2022, a l'edat de 77 anys.